# Estadio Municipal de Molina
El Estadio Municipal de Molina es un estadio ubicado en la comuna de Molina, de la Región del Maule, Chile. Es usado mayormente para la realización de partidos de fútbol. Posee una capacidad para 2.000 espectadores.
El recinto deportivo municipal se encuentra ubicado en la Avenida Luis Cruz Martínez 2253, Molina, Chile.

## Anexos
- Molina
- Estadios de Chile